# Enrico Dandolo
Enrico (Henryk) Dandolo (ur. ok. 1107, zm. 1205) – doża Wenecji od 21 czerwca 1192 do 1 czerwca 1205 (czasami daty panowania to 1193–1205).

## Życiorys

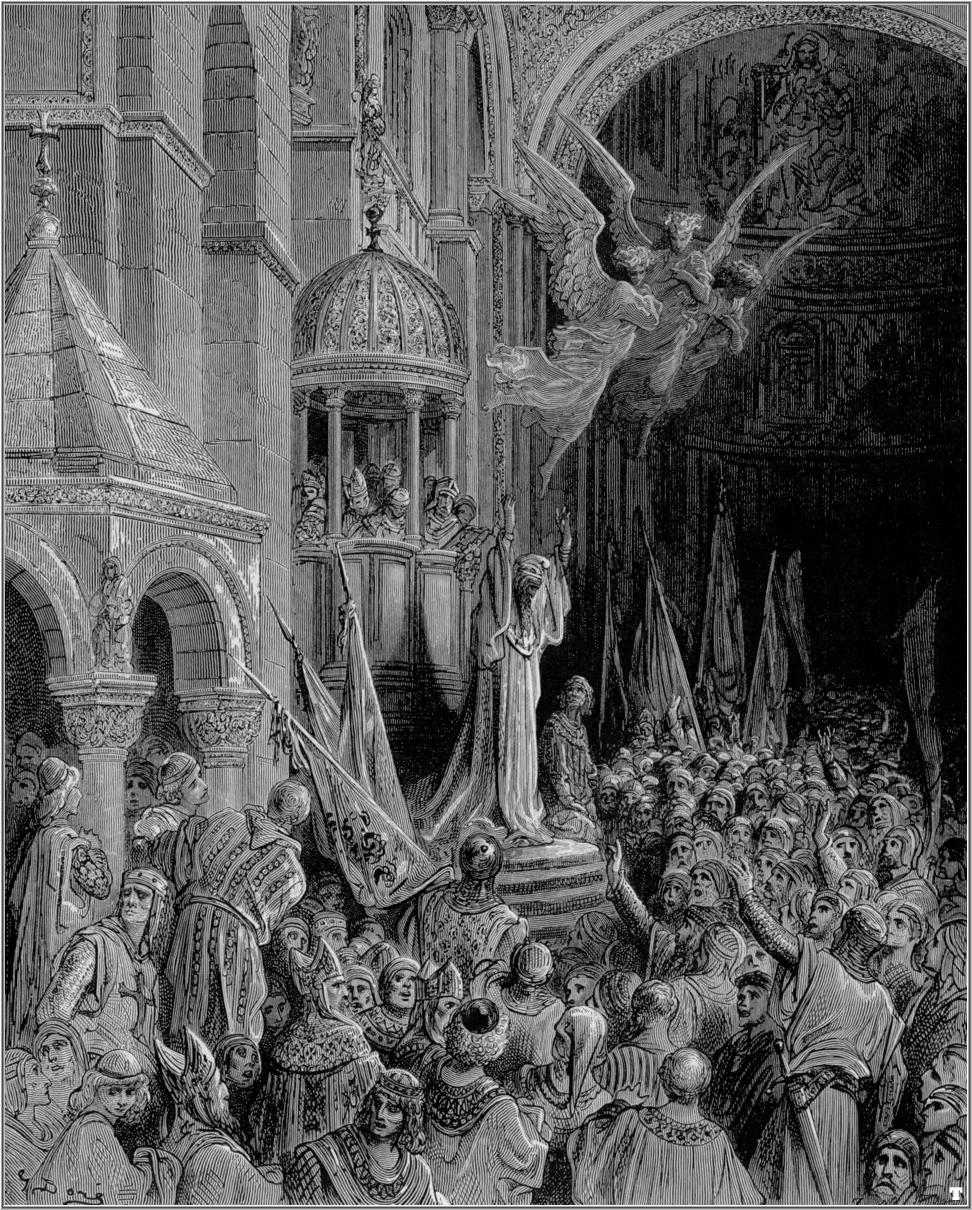
Dandolo przemawiający do krzyżowców (obraz Gustawa Doré)

Był weneckim kupcem na Wschodzie, do rodzinnego miasta powrócił w 1171 roku, po konfiskacie dóbr weneckich na terenach Cesarstwa Bizantyjskiego. Karierę polityczną rozpoczął późno. W 1172 i 1184 roku był posłem weneckim w Konstantynopolu. Straciwszy wzrok przed 1183 rokiem, porzucił kupiectwo. Został wybrany dożą w 1193 roku. W polityce kierował się nienawiścią do Bizancjum; w dużej mierze było to spowodowane tym, że właśnie w Konstantynopolu doznał trwałego uszkodzenia wzroku.

### IV wyprawa krzyżowa
Był spiritus movens IV wyprawy krzyżowej. W kwietniu 1201 roku podpisał korzystny dla Wenecji traktat z krzyżowcami reprezentowanymi przez Gotfryda z Villehardouin, w którym zobowiązywał się do dostarczenia niezbędnych wyprawie środków transportu oraz zaopatrzenia. W zamian za to Wenecja miała otrzymać osiemdziesiąt pięć tysięcy grzywien kolońskich w srebrze oraz połowę zdobytych przez krucjatę obszarów. Jednocześnie Dandolo prowadził z muzułmanami negocjacje w sprawie przyznania Wenecjanom przywilejów w handlu z Egiptem, zobowiązał się także, że siły krzyżowców nie uderzą na Egipt (teoretyczny cel wyprawy).
Chcąc wywiązać się z podjętych wobec władców Egiptu zobowiązań, Dandolo zaczął manipulować wyprawą i kierować ją w zupełnie innym niż zakładany kierunku. Ponieważ krzyżowcy nie dostarczyli wymaganej w traktacie kwoty na czas, doża zaproponował, by w ramach jej spłaty zajęli dalmatyński port Zarę, dawną kolonię wenecką, znajdujący się wówczas pod zwierzchnictwem króla Węgier. Mimo sprzeciwu papieża, miasto zostało zdobyte i doszczętnie złupione. Doża i Wenecjanie zostali za ten czyn obłożeni ekskomuniką, lecz nie wpłynęło to na zmianę ich polityki.
Wykorzystując osobę bizantyjskiego księcia Aleksego, któremu wyprawa miała przywrócić tron zagarnięty przez jego stryja Aleksego III, oraz potencjalną unię Kościołów greckiego i zachodniego. Krucjata ruszyła na Konstantynopol, zamiast na muzułmanów. Taki cel wyprawy spowodował, że papież nie mógł się jej sprzeciwić, gdyż (przynajmniej teoretycznie) mogła przynieść jedność Kościoła.
Armia krzyżowców zdobyła ostatecznie Konstantynopol 13 kwietnia 1204 roku, a rozkazy ataku wydawał zdobywcom osobiście stary doża, stojąc na dziobie galery. Większość rozdzielonych po zdobyciu Konstantynopola ziem przypadła w udziale Wenecjanom. Zdobyli też połowę miejsc w specjalnej radzie, która wybrała łacińskiego cesarza Bizancjum. Te sukcesy to w dużym stopniu zasługa talentów dyplomatycznych doży.

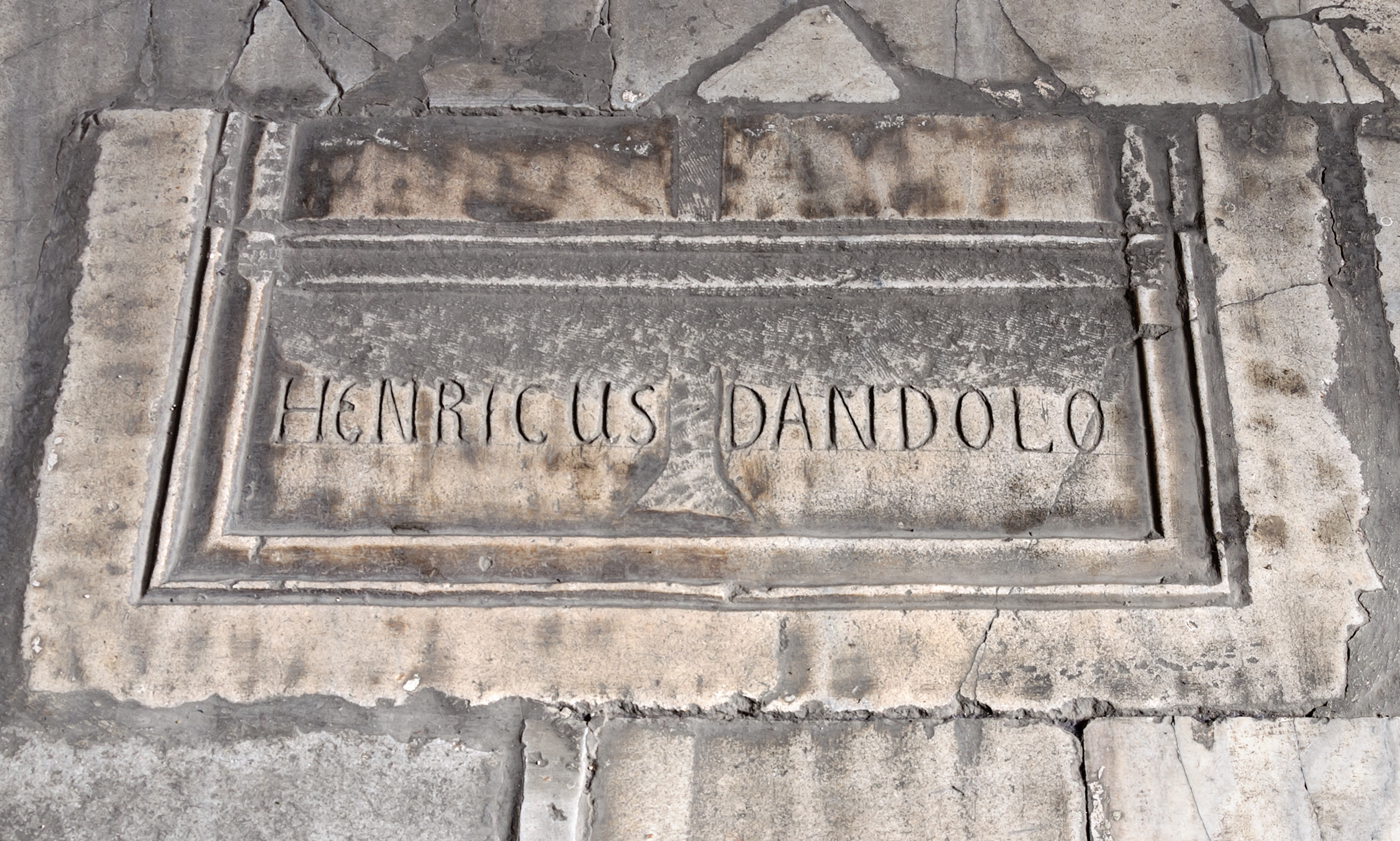
Grób Enrico Dandolo w Hagia Sofii

## Śmierć i miejsce spoczynku
Dandolo zmarł w maju lub czerwcu (1 czerwca) 1205 roku w Konstantynopolu, gdzie został pochowany w kościele Hagia Sofia. Grób przetrwał do czasów obecnych.

## Enrico Dandolo w popkulturze
- Enrico jest przywódcą Wenecji w grze Civilization V: Nowy wspaniały świat